# Los padrinos mágicos: Un nuevo deseo
Los padrinos mágicos: Un nuevo deseo (título original en inglés,The Fairly OddParents: A New Wish) es una serie de televisión animada estadounidense basada en la serie animada de Nickelodeon, Los padrinos mágicos (2001-2017) creada por Butch Hartman. Es la tercera serie de la franquicia, después de Los padrinos mágicos: más mágicos que nunca (2022).
La serie se estrenó mediante un adelanto el 17 de mayo de 2024 y tuvo su estreno oficial el 20 de mayo de 2024 en Nickelodeon. La primera mitad de la temporada uno también se estrenó a través de Netflix en Estados Unidos e internacionalmente, como serie original de Netflix, el 14 de noviembre de 2024, mientras que la segunda parte de la primera temporada se lanzó internacionalmente el 12 de junio de 2025, como «2.ª temporada».

## Sinopsis

### Premisa
Como continuación de la serie original, The Fairly OddParents: A New Wish cuenta la historia de Hazel Wells, una niña de 10 años que recientemente se mudó a la ciudad de Dimmadelphia debido al nuevo trabajo de su padre. Además de estar en un entorno desconocido, también es la primera vez que está sin su hermano mayor, Antony, quien se fue para empezar la universidad, lo que la hizo sentir sola e insegura de sí misma. Todo eso cambia cuando sus vecinos de pelo rosa y verde de al lado revelan que no son vecinos comunes y corrientes, sino que las hadas Cosmo y Wanda, que no se jubilarán después de 10.000 años, para convertirse en los padrinos mágicos de Hazel.

## Personajes
- Ashleigh Crystal Hairston como Hazel Wells,[6]  una niña aventurera de 10 años con intereses únicos y una imaginación aún más salvaje. Cosmo y Wanda dejan su retiro para convertirse en sus hadas madrinas y concederle todos sus deseos como resultado de que su hermano Antony se fue a la universidad, lo que la hace sentir sola.[8]
- Daran Norris como:
  - Cosmo,[6] el hada padrino de Hazel y esposo de Wanda.
  - Jorgen Von Strangle, un hada basada en Arnold Schwarzenegger que se describe mejor como "el hada más dura del universo".
- Susanne Blakeslee como Wanda,[6] el hada madrina de Hazel y esposa de Cosmo.
- Jentel Hawkins como Angela Wells,[9] la madre de Hazel.
- Eric Bauza como Peri

## Producción
En junio de 2023 se realizaron registros de marcas adjuntos a Paramount Global y Nickelodeon.
En julio de 2023, Norris confirmó que se estaba trabajando en un nuevo proyecto Fairly OddParents.
Nickelodeon anunció oficialmente The Fairly OddParents: A New Wish el 23 de febrero de 2024. Se ordenaron 20 episodios para la primera temporada. La serie está producida por Billionfold Inc., FredFilms y Nickelodeon Animation Studio en Burbank, California.
La animación CG fue producida por Giant Animation en Dublín.
El 4 de junio de 2024, la showrunner Lindsay Katai confirmó que la audiencia de la serie en Netflix determinará si Nickelodeon da luz verde a una segunda temporada.

## Episodios
| N.º en serie | N.º en temp. | Título                                                                                        | Fecha de emisión original                                 | Fecha de emisión en Latinoamérica                                                                    | Código de prod. | Audiencia (millones) |
| --- | ------------ | --------------------------------------------------------------------------------------------- | --------------------------------------------------------- | --- | --------------- | -------------------- |
| 1 | 1            | «Volar (LA)» «Fly»                                                                            | 17 de mayo de 2024 (adelanto)20 de mayo de 2024 (oficial) | 14 de noviembre de 2024 (Netflix)26 de mayo de 2025 (Nickelodeon)                                    | FOP001FOP008    | 0.089                |
| A la pequeña Hazel Wells le resulta difícil adaptarse a su nueva vida, ya que su hermano no está cerca; Cuando intenta huir de casa, descubre que sus extraños vecinos, Cosmo y Wanda, son hadas madrinas disfrazadas. |              |                                                                                               |                                                           | |                 |                      |
| 2 | 2a           | «Infracciones mágicas (LA)» «The Department of Magical Violations»                            | 21 de mayo de 2024                                        | 14 de noviembre de 2024 (Netflix)27 de mayo de 2025 (Nickelodeon)                                    | FOP002          | 0.082                |
| Después de que Jorgen Von Stangle descubre que Cosmo y Wanda dejaron su retiro para ser los padrinos de Hazel, envía a los tres al DMV (Departamento de Violaciones Mágicas) para realizar pruebas de deseos para ver si pertenecen al grupo. Si fallan, Hazel será reasignada a un hada llamada Cookie. |              |                                                                                               |                                                           | |                 |                      |
| 3 | 2b           | «Maestros amigos (LA)» «Teacher's Pal»                                                        | 22 de mayo de 2024                                        | 14 de noviembre de 2024 (Netflix)27 de mayo de 2025 (Nickelodeon)                                    | FOP003          | 0.068                |
| Después de sentirse diferente a los demás, Hazel desea ser amiga de los profesores, pero cuando se da cuenta de que tiene un examen próximo, los profesores se vuelven inmaduros. Más tarde reconsidera su deseo. |              |                                                                                               |                                                           | |                 |                      |
| 4 | 3a           | «Un dinosaurio suelto en la ciudad (LA)» «A Dinosaur in Dimmadelphia»                         | 23 de mayo de 2024                                        | 14 de noviembre de 2024 (Netflix)28 de mayo de 2025 (Nickelodeon)                                    | FOP006          | —                    |
| Cuando Hazel desea un dinosaurio, Cosmo y Wanda traen de vuelta a su amigo Baryonyx, Bary, desde el Cretácico hasta el presente. Para encontrar su propósito, Hazel desea tener un trabajo, pero termina renunciándolos a todos. |              |                                                                                               |                                                           | |                 |                      |
| 5 | 3b           | «Sin miedo (LA)» «Fearless»                                                                   | 27 de mayo de 2024                                        | 14 de noviembre de 2024 (Netflix)28 de mayo de 2025 (Nickelodeon)                                    | FOP004          | 0.099                |
| Cuando su amiga Jasmine se niega a ver una película de terror con ella, Hazel desea que Jasmine sea valiente. Aunque esto termina liberando todos los mayores miedos de Jasmine y siendo ella la única que puede detenerlos. |              |                                                                                               |                                                           | |                 |                      |
| 6 | 4a           | «Mi propio hotel de lujo (LA)» «The Wellsington Hotellsington»                                | 28 de mayo de 2024                                        | 14 de noviembre de 2024 (Netflix)29 de mayo de 2025 (Nickelodeon)                                    | FOP005          | 0.134                |
| Cuando invita a un chico genial llamado Winn Harper a su fiesta de pijamas con Jasmine, Hazel desearía que su edificio de apartamentos fuera un hotel de lujo. Sin embargo, cuando el equipo de noticias la visita, Hazel se encuentra demasiado ocupada para salir con sus amigos. |              |                                                                                               |                                                           | |                 |                      |
| 7 | 4b           | «1500 minutos de fama (LA)» «1500 Minutes of Fame»                                            | 29 de mayo de 2024                                        | 14 de noviembre de 2024 (Netflix)29 de mayo de 2025 (Nickelodeon)                                    | FOP007          | 0.116                |
| Cuando Hazel desea ser famosa para ser votada por un superlativo de clase, el Padre Tiempo le concede su deseo y se vuelve famosa durante 1500 minutos (25 horas). Sin embargo, Krentz amenaza con transferir a Hazel a una escuela en California si no lleva a los estudiantes a clase a la 1:00, por lo que intenta acelerar el tiempo, al estilo neoyorquino. |              |                                                                                               |                                                           | |                 |                      |
| 8 | 5a           | «El amanecer de lo dulce (LA)» «28 Puddings Later»                                            | 30 de mayo de 2024                                        | 14 de noviembre de 2024 (Netflix)30 de mayo de 2025 (Nickelodeon)                                    | FOP012          | 0.069                |
| Después de descubrir que Dev acumula todo el pudín el día del pudín, Hazel desea que todos tuvieran un suministro ilimitado de pudín. Aunque terminó convirtiendo a todos los estudiantes en zombis y con Hazel deseando pudín después de la foto de clase, los estudiantes se enloquecen en busca de más. |              |                                                                                               |                                                           | |                 |                      |
| 9 | 5b           | «Prueba y horror (LA)» «Trial and Hair-ror»                                                   | 3 de junio de 2024                                        | 14 de noviembre de 2024 (Netflix)30 de mayo de 2025 (Nickelodeon)                                    | FOP013          | 0.116                |
| Es la Semana del Espíritu Escolar, pero cuando su madre no está para peinarla, Hazel desea que su cabello tenga espíritu, lo que Cosmo malinterpreta como un espíritu vivo y termina dándole vida propia a su cabello. Diana la Diva se enoja cuando Hazel usa productos para el cabello y deja su cabeza, por lo que Hazel calva y sus hadas buscan su cabello desbocado. |              |                                                                                               |                                                           | |                 |                      |
| 10 | 6a           | «Ciencia loca (LA)» «Weird Science»                                                           | 4 de junio de 2024                                        | 14 de noviembre de 2024 (Netflix)2 de junio de 2025 (Nickelodeon)                                    | —               | 0.077                |
| Cuando el proyecto científico de Hazel no funciona, ella desea que así sea, lo que obliga a Cosmo y Wanda a alterar las leyes de la ciencia y las leyes del universo. Empiezan a suceder cosas extrañas y las varitas de las hadas dejan de funcionar, por lo que Hazel intenta encontrar una manera de salvar la ciudad y el Mundo de las Hadas, que ha perdido su magia como resultado del deseo. |              |                                                                                               |                                                           | |                 |                      |
| 11 | 6b           | «Misterio a pedido (LA)» «Mystery She Wished»                                                 | 5 de junio de 2024                                        | 14 de noviembre de 2024 (Netflix)3 de junio de 2025 (Nickelodeon)                                    | —               | 0.056                |
| Cuando tiene que esperar otra vez para ver la noche de cine de misterio de ella y su padre, Hazel desea poder resolver el misterio de la casera desaparecida. Más tarde sospecha del hombre que le dio un paquete a la casera y de su familia y les hace preguntas sobre lo sucedido. |              |                                                                                               |                                                           | |                 |                      |
| 12 | 7a           | «Mi personaje favorito (LA)» «Prime Meridian Love»                                            | 6 de junio de 2024                                        | 14 de noviembre de 2024 (Netflix)4 de junio de 2025 (Nickelodeon)                                    | —               | 0.093                |
| Cuando sus amigas no pueden ir a su club de lectura a leer Prime Meridian Love debido al baile de la escuela, Hazel desea poder bailar con el personaje principal del libro, Kennueth. Empiezan a practicar para el baile, pero cuando llegan, Kennueth confunde a Dev con su rival, Duckworth. |              |                                                                                               |                                                           | |                 |                      |
| 13 | 7b           | «Algo huele mal (LA)» «Stanky Danky»                                                          | 10 de junio de 2024                                       | 14 de noviembre de 2024 (Netflix)5 de junio de 2025 (Nickelodeon)                                    | —               | —                    |
| Cuando no puede esperar a que llegue Trash Palooza de Dimmadelphia al día siguiente, Hazel desea dormir que las personas no sean monstruos basura, lo que Cosmo malinterpreta como un monstruo basura viviente. Más tarde lo llama "Stanky Danky" y lo lleva al evento. Sin embargo, el padre de Dev, Dale Dimmadone, hace que Danky trabaje para él, lo que obliga a Hazel a salvarlo. |              |                                                                                               |                                                           | |                 |                      |
| 14 | 8a           | «La pizza de la paz (LA)» «Peace of Pizza»                                                    | 11 de junio de 2024                                       | 14 de noviembre de 2024 (Netflix)6 de junio de 2025 (Nickelodeon)                                    | —               | 0.06                 |
| Es el Día de la Bondad y si todos en la clase son amables, los estudiantes organizan una fiesta con pizza, pero Dev se niega a actuar con amabilidad. Hazel desea que alguien convenza a Dev de ser amable y Cosmo y Wanda traen de vuelta a Pe-az, un equipo intergaláctico de negociación de paz, pero ninguna de sus ideas funciona. |              |                                                                                               |                                                           | |                 |                      |
| 15 | 8b           | «La pareja dispareja (LA)» «A New Development»                                                | 12 de junio de 2024                                       | 14 de noviembre de 2024 (Netflix)9 de junio de 2025 (Nickelodeon)                                    | —               | —                    |
| A Hazel y Dev se les asigna un proyecto escolar juntos, lo que los obliga mutuamente a llevarse bien. Tienen que hacer una búsqueda del tesoro y Dev y Hazel se divierten, y ella descubre un lado más suave del matón de la escuela. |              |                                                                                               |                                                           | |                 |                      |
| 16 | 9a           | «En el banquillo (LA)» «Cookie's Court»                                                       | 13 de junio de 2024                                       | 14 de noviembre de 2024 (Netflix)10 de junio de 2025 (Nickelodeon)                                   | —               | 0.06                 |
| Cosmo revela que él y Wanda son hadas y ambos son enviados a la corte de las hadas, y Hazel se convierte en su abogada. Si Cosmo y Wanda se declaran culpables, serán arrestados y Hazel será reasignada a Cookie. |              |                                                                                               |                                                           | |                 |                      |
| 18 | 9b           | «La magia da trabajo (LA)» «Work Her Magic»                                                   | 23 de julio de 2024                                       | 14 de noviembre de 2024 (Netflix)11 de junio de 2025 (Nickelodeon)                                   | —               | —                    |
| Cuando se da cuenta de que su madre está demasiado ocupada con su asistente, Beatrish, Hazel desea que Beatrish renuncie y que ella sea su reemplazo (como adulta), y una versión títere de ella misma la reemplazó en la escuela. Sin embargo, las cosas salen mal cuando el títere comienza a actuar de manera extraña y Hazel tiene que reemplazar a su madre en la reunión. |              |                                                                                               |                                                           | |                 |                      |
| 17 | 10           | «Afectos perdidos (LA)» «Lost and Founder's Day»                                              | 22 de julio de 2024                                       | 14 de noviembre de 2024 (Netflix)12 de junio de 2025 (110A) 13 de junio de 2025 (110B) (Nickelodeon) | —               | —                    |
| Hazel asiste al Festival anual del Día del Fundador, donde quiere pedir deseos para ayudar a otras personas en el festival, así como ganar un concurso de trivia para ganar un gran sombrero dorado de diez galones. Sin embargo, al hacerlo, queda en la mira del padre de Dev, Dale Dimmadome, quien quiere escanear la energía de los deseos de los miserables asistentes al festival y usarla para obtener ganancias. Mientras tanto, con Dev atrapado en medio de todo esto, su miseria puede conducir a una reunión que sacudirá el status quo para siempre. |              |                                                                                               |                                                           | |                 |                      |
| 19 | 11a          | «Crocker al futuro (LA)» «Crock to the Future»                                                | 23 de julio de 2024                                       | 12 de junio de 2025 (Netflix)1 de septiembre de 2025 (Nickelodeon)                                   | —               | —                    |
| El padre de Hazel está emocionado por ir al 96.º Concurso Anual de Paraciencias en el Instituto Galax para ganar el "Premio a la Persistencia ante la Duda", pero cuando van, el bolso de Hazel (que contiene a Cosmo y Wanda) es confiscado después de que se detecte magia. Hazel luego se une a Denzel Crocker para recuperar sus hadas. Finalmente, cuando Crocker descubre las hadas de Hazel, planea convertirlas en polvo de hadas. |              |                                                                                               |                                                           | |                 |                      |
| 20 | 11b          | «Batalla en el museo (LA)» «Battle of the Dimmsonian»                                         | 24 de julio de 2024                                       | 12 de junio de 2025 (Netflix)1 de septiembre de 2025 (Nickelodeon)                                   | —               | —                    |
| Hazel, Jasmine y Winn se preparan para su fiesta de pijamas en el Museo Dimmsonian, pero Hazel y las hadas comienzan a sospechar de Dev y sus extraños nuevos poderes para pedir deseos. Durante la noche, Dev quiere asustar a sus compañeros de clase y desea que el espíritu de Viozalia vuelva a la vida, pero este se vuelve contra él y se apodera de los cuerpos de sus compañeros de clase. Lo detienen justo después de que Dev y Hazel se enteran de que cada uno tiene padrinos de hadas y Cosmo y Wanda se reencuentran con su hijo, Poof/Peri. |              |                                                                                               |                                                           | |                 |                      |
| 21 | 12a          | «Fiesta en el sector de juegos (LA)» «Patty Possum's Party Playground»                        | 24 de julio de 2024                                       | 12 de junio de 2025 (Netflix)2 de septiembre de 2025 (Nickelodeon)                                   | —               | —                    |
| Cuando Winn se entristece porque el patio de juegos de Patty Possum ya no es el mismo que antes, Hazel desea que Patty Possum esté viva. Sin embargo, las cosas empeoran cuando Patty se niega a dejar que los tres se vayan y los persigue. Mientras tanto, Cosmo y Wanda intentan recuperar sus varitas de una máquina de garras manipulada. |              |                                                                                               |                                                           | |                 |                      |
| 22 | 12b          | «Una cita para recordar (LA)» «A Date to Remember»                                            | 25 de julio de 2024                                       | 12 de junio de 2025 (Netflix)2 de septiembre de 2025 (Nickelodeon)                                   | —               | —                    |
| Es el aniversario de Angela y Marcus, pero ninguno de los dos tiene citas románticas planeadas, por lo que Hazel desea que puedan enamorarse de nuevo. Sin embargo, como resultado del deseo, sus padres no recuerdan quién es ella. Hazel reconsidera su deseo, pero Cosmo y Wanda dicen que solo Cupido puede hacer que sus padres se vuelvan a enamorar, por lo que ella lo invoca. Cupido desafía a Hazel a un encuentro de casamenteros para ver si Angela se enamora de Marcus o de su competencia, Brewster. |              |                                                                                               |                                                           | |                 |                      |
| 23 | 13a          | «Perdidos en el Mundo Mágico (LA)» «Lost in Fairy World»                                      | 25 de julio de 2024                                       | 12 de junio de 2025 (Netflix)3 de septiembre de 2025 (Nickelodeon)                                   | —               | —                    |
| Cuando Dev se entera de Fairy World, desea poder ir allí, pero Wanda le advierte que un lugar específico al que no puede ir es Hocus Poconos. Dev luego roba la varita de Peri y va allí con Hazel, pero terminan en Star Dome. Mientras tanto, Peri tiene una discusión con Cosmo y Wanda, pero cuando se dan cuenta de la ausencia de los niños, buscan un rastreador de hadas para encontrarlos. Después de pasar tiempo en muchos lugares, Hazel y Dev finalmente llegan a Hocus Poconos, pero se encuentran con el Dragón Unwish, que intenta comérselos. |              |                                                                                               |                                                           | |                 |                      |
| 24 | 13b          | «Rivales musicales (LA)» «The Treble with Rivals»                                             | 29 de julio de 2024                                       | 12 de junio de 2025 (Netflix)3 de septiembre de 2025 (Nickelodeon)                                   | —               | —                    |
| Cuando Hazel se entera de la rivalidad entre la banda y la orquesta de la escuela, desea poder hacer una prueba para ambas y Cosmo y Wanda convocan a Nmusic Phairy, quien le concede su deseo. Sin embargo, su plan no funciona y sus dos amigos comienzan a discutir entre sí, por lo que desea que la banda y la orquesta no tengan nada de qué discutir. Sin embargo, este deseo borra toda la música de la Tierra. Una vez más, convoca a Nmusic Phairy, quien le da una nota musical dorada con el poder de restaurar la música. Durante el concierto, Hazel logra que todos se lleven bien y el concierto es un éxito. Los padres de Hazel luego la sorprenden con una visita de su hermano, Antony. |              |                                                                                               |                                                           | |                 |                      |
| 25 | 14a          | «Corredores de bicicondas (LA)» «Rattleconda Racers»                                          | 29 de julio de 2024                                       | 12 de junio de 2025 (Netflix)4 de septiembre de 2025 (Nickelodeon)                                   | —               | —                    |
| Antony le muestra a su familia una presentación de diapositivas de todo lo que hizo en la universidad, pero Hazel quiere jugar a su antiguo juego de mesa favorito, Rattleconda Racers. Cuando dice que pronto jugará con ella, Hazel piensa que ya no quiere jugar más y desea que "esté dentro del juego", pero Cosmo y Wanda malinterpretan su deseo y los envían dentro del juego. Mientras están en el juego, Hazel quiere jugar según las reglas, pero Antony quiere divertirse mientras juega. Tienen que completar algunas tareas para ganar, pero una serpiente de cascabel llamada Rhonda entra y captura a Cosmo y Wanda. Hazel y Antony se proponen salvarlos después de que aprenden más sobre la vida del otro después de que se separaron. |              |                                                                                               |                                                           | |                 |                      |
| 26 | 14b          | «En las profundidades (LA)» «Dig a Little Deeper»                                             | 30 de julio de 2024                                       | 12 de junio de 2025 (Netflix)4 de septiembre de 2025 (Nickelodeon)                                   | —               | —                    |
| La clase de Hazel presenta lo que quieren ser cuando crezcan. Hazel quiere ser geóloga, pero siente que aún no está lista para la presentación. Hazel desea estar en una cueva y desenterrar una roca genial para impresionar a sus compañeros de clase. Sin embargo, quedan atrapados y las varitas de Cosmo y Wanda son robadas por monstruos de roca sensibles que piensan que Hazel y las hadas están allí para recolectarlas. |              |                                                                                               |                                                           | |                 |                      |
| 28 | 15           | «Operación Feliz Cumpleaños (LA)» «Operation: Birthday Takeback»                              | 30 de julio de 2024                                       | 12 de junio de 2025 (Netflix)5 de septiembre de 2025 (Nickelodeon)                                   | —               | —                    |
| Es el cumpleaños de Dev y su padre contrata a una niñera para que cuide de él, de Hazel y de todos los asistentes a la fiesta. Sin embargo, la niñera que contrata es Vicky, que parece agradable al principio, pero luego obliga a todos a hacer productos para su tienda en línea en un intento de obtener más dinero. Mientras tanto, Cosmo, Wanda y Peri descubren la habitación secreta de Dale Dimmadome y se enteran de que ha estado investigando a Hazel desde el Día del Fundador. Hazel, Dev, Jasmine y Winn idean un plan para acabar con Vicky y salvar a los otros niños. Consiguen que se vaya después de unos cuantos intentos, pero cuando Dev descubre que su padre se ha centrado más en Hazel y sus hadas que en él, tiene otro enfrentamiento con ella. |              |                                                                                               |                                                           | |                 |                      |
| 27 | 16a          | «Hazel y las papas fritas (LA)» «Potazel, Potahzel»                                           | 30 de julio de 2024                                       | 12 de junio de 2025 (Netflix)8 de septiembre de 2025 (Nickelodeon)                                   | —               | —                    |
| Hazel no quiere comer nada más que papas fritas, por lo que desea poder comerlas en todas las comidas. Sin embargo, el deseo pronto fracasa y hace que se convierta en una papa, lo que obliga a Cosmo y Wanda a invocar a la Madre Naturaleza para que le dé la espalda. La Madre Naturaleza le muestra a Hazel la Madre Papa, de la que se come por completo. Para compensar lo que hizo, Hazel ayuda a la Madre Naturaleza a cultivar una nueva Madre Papa. |              |                                                                                               |                                                           | |                 |                      |
| 29 | 16b          | «La maldición de la casa Wells (LA)» «The Haunting of Wells House»                            | 1 de agosto de 2024                                       | 12 de junio de 2025 (Netflix)8 de septiembre de 2025 (Nickelodeon)                                   | —               | —                    |
| Hazel y su padre ven una película de terror, pero cuando un fantasma real sale del televisor, Hazel desea que ambos estén en su propio programa de investigación titulado Paranormal Pursuit. Hazel, Cosmo y Wanda conocen al fantasma y se enteran de que es un hada fantasma llamada Pepperlyn Monroosevelt, cuyo único sueño es ser una famosa estrella de televisión. Cuando Marcus atrapa a Pepperlyn, Cosmo y Wanda llaman a Jorgen para que todos puedan exorcizarla. |              |                                                                                               |                                                           | |                 |                      |
| 30 | 17a          | «La mejor de las suertes (LA)» «Best of Luck»                                                 | 1 de agosto de 2024                                       | 12 de junio de 2025 (Netflix)9 de septiembre de 2025 (Nickelodeon)                                   | —               | —                    |
| Cuando la clase se prepara para el torneo de piedra, papel o tijera, Dev intenta hacer trampa pidiendo un deseo, pero Peri no puede conceder ninguno de sus deseos, lo que provoca que ambos tengan una pelea. Dev luego conoce a Foop/Irep, quien se convierte en su nuevo padrino anti-hadas. Dev luego desea que Hazel tenga mala suerte y ella termina perdiendo el torneo ante Dev. Cuando Dev le revela a Foop a Hazel y sus hadas, Cosmo y Wanda tienen una batalla de varitas con la anti-hada y Jorgen aparece y se deshace de Irep. Dev luego le pide a sus O-Pairs que investiguen todo lo que haya que saber sobre las anti-hadas. |              |                                                                                               |                                                           | |                 |                      |
| 31 | 17b          | «Hazel Wells y el multiverso de los Jenkins (LA)» «Hazel Wells and the Multiverse of Jenkins» | 5 de agosto de 2024                                       | 12 de junio de 2025 (Netflix)9 de septiembre de 2025 (Nickelodeon)                                   | —               | —                    |
| Cuando Dev le dice a Hazel que un chico llamado Jenkins está enamorado de ella, ella se avergüenza frente a él y desea volver a empezar, lo que hace que Cosmo y Wanda invoquen al Padre Tiempo. El Padre Tiempo le da a Hazel un cereal mágico llamado Time Loops que le permite retroceder en el tiempo unos minutos antes cada vez que lo come. Sin embargo, cada vez, Hazel sigue avergonzándose a sí misma y el Sr. Guzmán le dice a Hazel que a veces necesita sentirse cómoda sintiéndose incómoda. Hazel luego le dice a Jenkins que no está enamorada de él, lo que lo confunde. Dev luego revela que mintió sobre todo. |              |                                                                                               |                                                           | |                 |                      |
| 32 | 18a          | «Crecer es díficil (LA)» «Growing Pains»                                                      | 5 de agosto de 2024                                       | 12 de junio de 2025 (Netflix)10 de septiembre de 2025 (Nickelodeon)                                  | —               | —                    |
| Hazel está emocionada por ver la nueva película, Gregory 6: The Puppet Master, pero se entera de que la película está clasificada como PG-13 y tendrá que ir con sus ruidosos padres. Hazel desearía tener 13 años para poder ir al cine sola, pero como Cosmo y Wanda usaron magia para hacerla tener 13 años, experimenta la versión de hadas de la pubertad, la pubertad de la pasta, que la golpea de repente. Hazel luego experimenta cambios de humor de mozzarella y comienza a arrasar en Dimmadelphia con sus pozos de pesto. En casa, los padres de Hazel le dicen que no debería apresurarse por crecer y que debería disfrutar de la vida como es ahora. |              |                                                                                               |                                                           | |                 |                      |
| 33 | 18b          | «Un día mágico (LA)» «Fairy for a Day»                                                        | 6 de agosto de 2024                                       | 12 de junio de 2025 (Netflix)10 de septiembre de 2025 (Nickelodeon)                                  | —               | —                    |
| Después de que Cosmo y Wanda le cuentan a Hazel sobre la Fairy-Con, ella quiere ir, y Cosmo y Wanda terminan llevándola al lugar disfrazadas. Mientras está en la convención, Hazel firma un certificado para convertirse en hada, lo que desafortunadamente crea su contraparte anti-hada, Lazeh, quien procede a arruinar la Fairy-Con. El trío finalmente derrota a Lazeh y restaura la convención a la normalidad. |              |                                                                                               |                                                           | |                 |                      |
| 34 | 19a          | «Laberinto mental (LA)» «Stuck in My Head»                                                    | 6 de agosto de 2024                                       | 12 de junio de 2025 (Netflix)11 de septiembre de 2025 (Nickelodeon)                                  | —               | —                    |
| Después de fallar en un examen de mejores amigas, Hazel piensa que Winn y Jasmine no saben lo suficiente sobre ella, por lo que desea un viaje con sus amigas a su museo del cerebro. Las cosas van bien hasta que Hazel intenta ocultar sus vergonzosos poemas y libera accidentalmente su "gusano mental", que es una manifestación de todos sus pensamientos negativos. Pronto recuerda la sabiduría de su madre para mantenerse positiva y aprende a seguir adelante con sus amigas. |              |                                                                                               |                                                           | |                 |                      |
| 35 | 19b          | «¡Cuidado con el diente! (LA)» «Mind the Gap»                                                 | 7 de agosto de 2024                                       | 12 de junio de 2025 (Netflix)11 de septiembre de 2025 (Nickelodeon)                                  | —               | —                    |
| Después de que Winn y Jasmine se ocupan del hueco entre los dientes de Hazel, ella desea rellenarlo. Cosmo y Wanda convocan al Hada de los Dientes, que rellena su hueco con un desagradable diente parlante, Toothica. Sin embargo, la actitud descarada de Toothica y sus malos hábitos pronto meten a Hazel en problemas. Finalmente, Toothica es detenida cuando Hazel la prepara para hablar en contra del Hada de los Dientes en una gran ceremonia. Toothica es eliminada y Hazel ahora está feliz de mantener el hueco. |              |                                                                                               |                                                           | |                 |                      |
| 36 | 20           | «Batalla de varitas (LA)» «The Battle of Big Wand»                                            | 8 de agosto de 2024                                       | 12 de junio de 2025 (Netflix)12 de septiembre de 2025 (Nickelodeon)                                  | —               | —                    |
| Hazel ha logrado pedir su millonésimo deseo, lo que le permite pedir un deseo sin reglas, pero antes de poder hacerlo, descubre que Dev e Irep se han apoderado del Mundo de las Hadas. Todas las hadas pierden su magia y quedan cautivas, ya que el chip de poder de la Gran Varita se reemplaza para favorecer a las antihadas. La existencia de las hadas también se da a conocer a los ciudadanos de Dimmadelphia, y los niños piden deseos ilimitados sin reglas y crean el caos. Hazel luego reúne a Antony, Winn, Jasmine y varias otras criaturas que deseó anteriormente para luchar contra las antihadas. Dev descubre que su padre todavía lo ignora incluso después de lo que logró, y después de recordarle el cuidado que Peri le había brindado desde que se conocieron, Dev devuelve el chip de poder original, que Hazel coloca oportunamente para evitar la muerte de sus hadas. El mundo de las hadas se restaura y los ciudadanos de Dimmadelphia se olvidan de su nuevo conocimiento sobre las hadas. Dev pierde voluntariamente a Peri y su memoria sobre las hadas y a Hazel como castigo por apoderarse del mundo de las hadas. Después, Hazel decide que su deseo sin reglas es dejar que Antony, Winn y Jasmine conserven todos sus recuerdos sobre las hadas. |              |                                                                                               |                                                           | |                 |                      |